# Julio Adalberto Rivera
 Julio Adalberto Rivera Carballo, más conocido como El Teniente Coronel (Zacatecoluca, La Paz, 2 de septiembre de 1921 - San José Guayabal, Cuscatlán, 29 de julio de 1973) fue un militar y político salvadoreño, Presidente de la República (1962-1967) y fundador del Partido de Conciliación Nacional en 1961.

## Biografía
Nació en Zacatecoluca del departamento de La Paz, el 2 de septiembre de 1921. Ingresó a la Escuela Militar en 1939. Se graduó de subteniente en 1944. En 1954 fue enviado a Europa, para hacer estudios en la Escuela de Guerra del ejército italiano en Civitavecchia. Regresó a El Salvador en 1957. El 26 de octubre de 1960, participa en el Golpe de Estado que derrocó al presidente José María Lemus. El 25 de enero de 1961 se incorpora al gobierno provisional del Directorio Cívico-Militar. Al año siguiente se presenta como candidato único en las elecciones presidenciales. El 11 de septiembre de 1961 renunciaría al directorio el coronel Julio Adalberto Rivera ya que había sido nombrado por una asamblea de oficiales de la fuerza armada como candidato presidencial. Esto causó controversia, debido a lo manifestado originalmente que ningún miembro del directorio se lanzaría como candidato, por lo que los otros partidos políticos realizaron un mitin en protesta en la Plaza Libertad el 15 de septiembre de 1961, pero no pudieron impedir dicha decisión. Rivera fundaría el Partido de Conciliación Nacional y con él correría como candidato presidencial en las elecciones de 1962. En sustitución de Rivera, la misma asamblea de oficiales nombraría al teniente coronel Mariano Castro Morán como nuevo miembro del directorio.
El Partido de Conciliación Nacional fue fundado a instancias del Coronel Julio Adalberto Rivera, quien ocuparía la Presidencia de la República al año siguiente como candidato de esa agrupación, quedando como Vicepresidente de la Asamblea Legislativa ese año el Dr. Rafael Armando Salinas. Originalmente Rivera pensaba llegar a la Presidencia a través del recién fundado Partido Demócrata Cristiano, pero este, en sus fundamentos, contaba con un fuerte elemento antimilitarista y rechazaba cualquier alianza con la institución armada para llegar al poder. Se produjo entonces una escisión dentro del PDC y varios de sus fundadores participaron en la creación del PCN, como José Ítalo Giammatei y José Vicente Vilanova, junto con otras figuras de derecha, como el diplomático Francisco José Guerrero, Enrique Sol Meza, Dr. Salvador Guerra Hércules y Dr. Rafael Armando Salinas.

## Trayectoria militar

### Estudios
Rivera se formó como oficial en el Colegio Militar de El Salvador, una institución educativa y de formación militar para los futuros líderes del ejército salvadoreño la cual ascendió en las filas del ejército y demostró habilidades y competencias que le permitieron avanzar en dicha carrera.
Tras la disolución de la Junta de Gobierno se crearía el Directorio Cívico Militar que le daría el poder al Coronel Julio Adalberto Rivera, No se convocaron más candidatos por temor a represiones, al principio Rivera competiría con el recién fundado Partido Demócrata Cristiano, pero debido a que no pudo obtener la oportunidad de postularse a candidato decidió fundar su propio partido el cual se nombraría Partido de Conciliación Nacional, un partido político que años más tarde se apoderaría de la historia política de El Salvador transcurriendo a los gobiernos militares hasta 1979, o llamado periodo de conciliación, el partido de conciliación nacional, lleva como simbología un apreton de manos que simbolizaría la política estadounidense de Alianza Para el Progreso, un programa de gobierno para el desarrollo por parte del presidente John F. Kennedy.

## Presidencia (1962-1967)

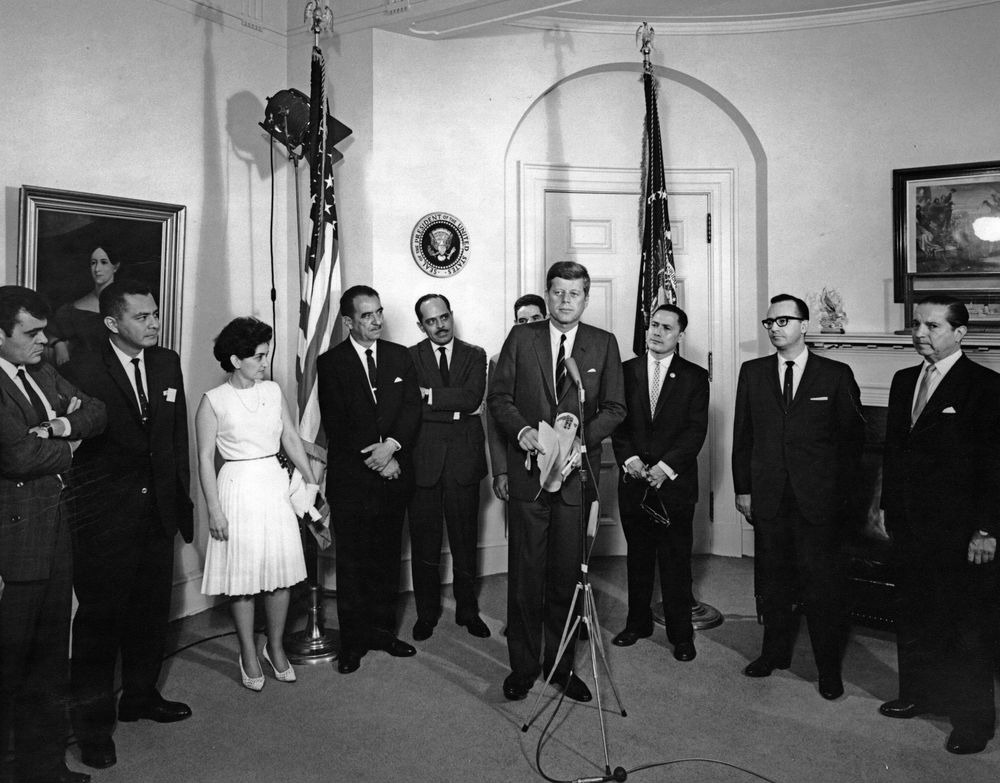
Con Dr. Menandro Alcibíades Canelo de El Salvador; and Filiberto Antonio Trujillo de El Salvador. Representantes del gabinete de Rivera

Durante su gobierno los precios y la exportación del café se mantuvieron estables, Rivera crearía obras importantes para el país, como la construcción de represas, carreteras y se crearía instituciones para la modernización del estado, Rivera también estimuló la productividad del agro, principalmente en los subsectores como el algodón y el ganado bovino; se propició la integración económica y comercial de Centroamérica; y se inició el proceso de industrialización, dando estímulos fiscales a la exportación y a las industrias nacionales, también impulsaría en la Asamblea Legislativa una de las reformas legales más profundas en el sistema político salvadoreño, que consistió en una Ley Electoral que abrió espacios políticos a los partidos de oposición mediante la representación proporcional en la Asamblea Legislativa. Ese Gobierno llevó a cabo también una reforma social caracterizada por programas de alfabetización y atención médica, labores de acción cívica con la fuerza armada, reparto de alimentos y ropa, y construcción de canchas deportivas.

También, trabajó arduamente con John F. Kennedy en el marco del programa Alianza para el Progreso, una política estadounidense que apoyaría en la lucha contra la ideología comunista, sin embargo, entre sus aspectos negativos está la creación de la Organización Democrática Nacionalista (ORDEN), un escuadrón de la muerte que usaría con fines para la persecución de opositores y campesinos. El presidente John F. Kennedy se reúne con representantes de la Alianza para el Progreso de América Latina Inició su gobierno el 1 de julio de 1962, teniendo como vicepresidente al abogado Francisco Roberto Lima. Su gobierno suscribió acuerdos con los Estados Unidos en el marco de la Alianza para el Progreso y desarrollo algunas reformas políticas y sociales para contener a los movimientos de izquierda, estimulados por el reciente triunfo de la Revolución cubana. Lanzó un plan de construcción de infraestructuras, incluyendo el muelle del Puerto de Acajutla; de modernización de la industria y se abocó a la creación del Mercado Común Centroamericano. 

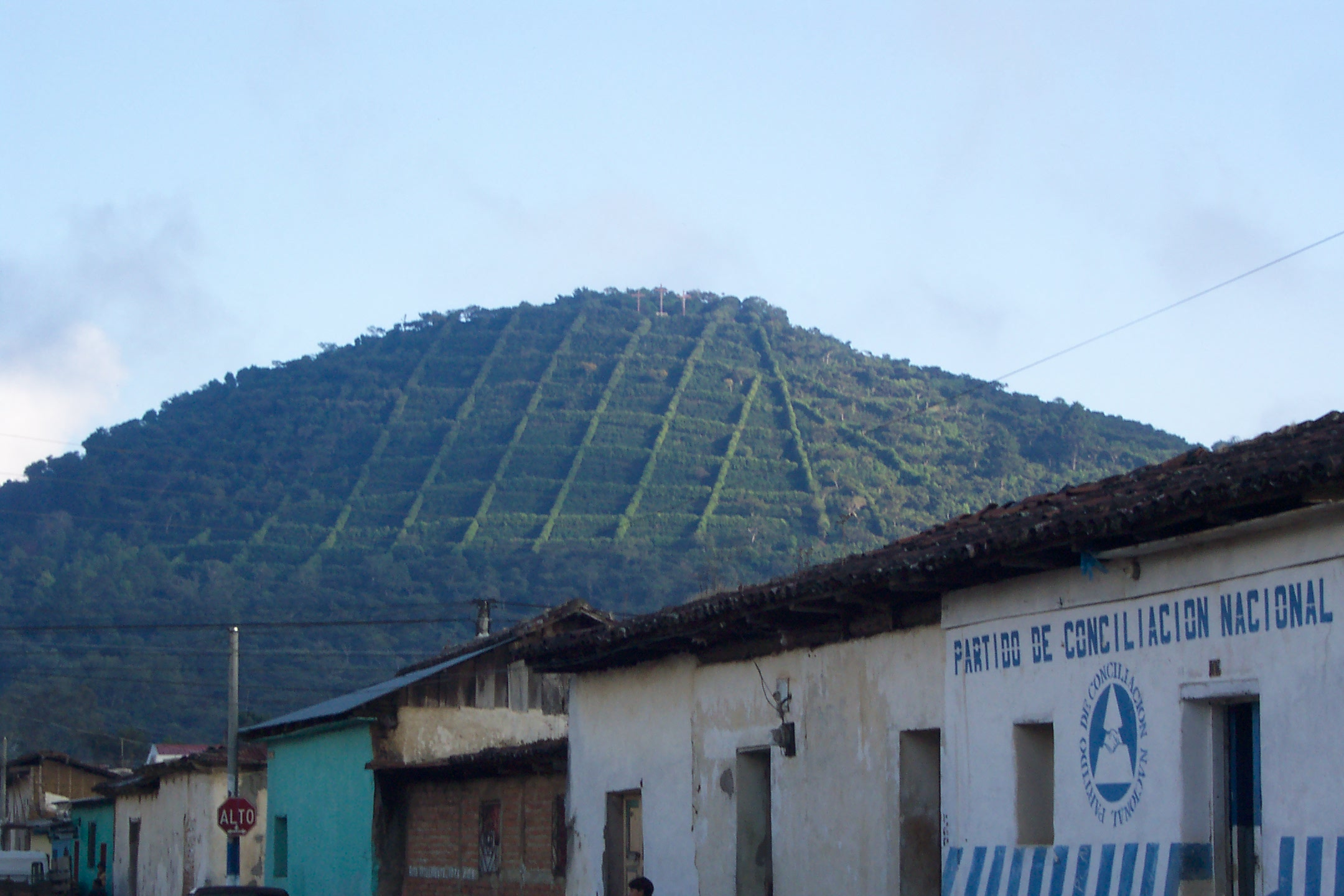
Cerro de Apaneca. Al fondo antigua Sede del Partido de Conciliación Nacional; partido oficial durante las décadas de 1960 y 1970, asociado con el ejército salvadoreño. Durante la última fase de la dictadura Militar

Durante su administración pública se creó la Organización Democrática Nacionalista (ORDEN), con el objetivo de dotar de un organismo de apoyo popular de masas al Partido de Conciliación Nacional, que lo había llevado al poder. ORDEN se convertiría en un poderoso organismo y su gobierno fue paramilitar de represión oficial. También se creó la Agencia Nacional de Seguridad de El Salvador (ANSESAL), un organismo de inteligencia controlado por los militares y que rendía cuentas sólo al Presidente de la República. Ambas agrupaciones fueron fundadas por el general José Alberto Medrano, jefe de inteligencia y luego director de la Guardia Nacional, señalado como el creador de los escuadrones de la muerte a principios de los años sesenta. Aunque era un anticomunista declarado, Rivera pareció aceptar el argumento de la administración Kennedy de que la mejor manera de derrotar al comunismo era atacar la pobreza, la injusticia y la tiranía en casa. Rivera, un entusiasta partidario de la Alianza para el Progreso, inició una serie de reformas significativas en El Salvador, incluido un salario mínimo rural. También liberalizó el sistema político, una política que fomentó el desarrollo de partidos de oposición. Al impulsar reformas a pesar de las objeciones conservadoras, Rivera se benefició del rápido crecimiento económico del país a principios de los años sesenta. Sin embargo, más tarde una crisis económica causó problemas a su sucesor elegido personalmente, el coronel Fidel Sánchez Hernández (1967-1972).
Entregó la presidencia al General Fidel Sánchez Hernández el 1 de julio de 1967. Entre 1968 y 1973 fue embajador de El Salvador en los Estados Unidos.

## Muerte
Murió en San José Guayabal del departamento de Cuscatlán, el 29 de julio de 1973 a los 51 años de edad, a causa de un ataque cardíaco.